# Olutanga
Olutanga é um município de  quarta classe de renda municipal (d) na província Zamboanga Sibugay, nas Filipinas. De acordo com o censo de 1 de maio  de  2020 possui uma população de 38 438 pessoas e 8 125 domicílios.